# 로드 워리어 호크

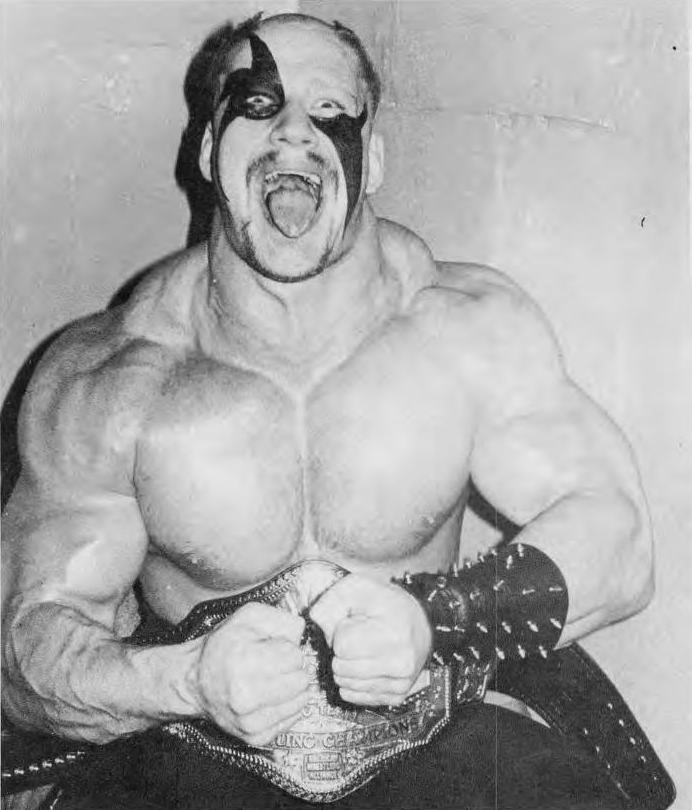

로드 워리어 호크(Road Warrior Hawk, 1957년 1월 26일 ~ 2003년 10월 19일)는 미국의 프로 레슬러다. 1983년에 프로 레슬링을 입문했다. 키는 191cm이며 몸무게는 125kg이다. 리전 오브 둠 1기맴버 이기도 하다.

## 수상
- 1997년 WWE 월드 태그팀 챔피언 - 리전 오브 둠
- 1991년 WWE 월드 태그팀 챔피언 - 리전 오브 둠
- 1988년 NWA 월드 태그팀 챔피언 - 리전 오브 둠